# Myiarchus venezuelensis
Myiarchus venezuelensis е вид птица от семейство Tyrannidae.

## Разпространение
Видът е разпространен във Венецуела, Колумбия и Тринидад и Тобаго.